# Фосфіди
Фосфі́ди — бінарні сполуки металів з фосфором.
Наприклад, фосфід індію — InP.

## Хімічні властивості
При взаємодії з водою гідролізують до утворення відповідного гідроксиду і фосфіну. Наприклад: Ca3P2 + 6H2O → 3Ca(OH)2 + 2PH3
При взаємодії з кислотами утворюється відповідна сіль і фосфін.
Наприклад: Ca3P2 + 6HCl → 3CaCl2 + 2PH3